# Ивановка (Пятихатский район)
Ивановка (укр. Іванівка) — село в Лозоватском сельском совете Пятихатского района Днепропетровской области, Украина.
Население по переписи 2001 года составляло 136 человек. Код КОАТУУ — 1224583003.

## Географическое положение
Село Ивановка находится на левом берегу реки Лозоватка, выше по течению на расстоянии в 4,5 км расположен посёлок городского типа Вишнёвое, ниже по течению примыкает село Саевка, на противоположном берегу — сёла Саксагань и Терно-Лозоватка.

## Население

### Языковой состав
Родной язык населения по данным переписи 2001 года:
| Язык       | Численность, чел. | Доля     |
| ---------- | ----------------- | -------- |
| Украинский | 131               | 96,32 %  |
| Русский    | 4                 | 2,94 %   |
| Другие     | 1                 | 0,74 %   |
| Итого      | 136               | 100,00 % |